# Velhagen & Klasing

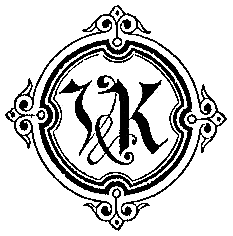
Signet des Verlags um 1903

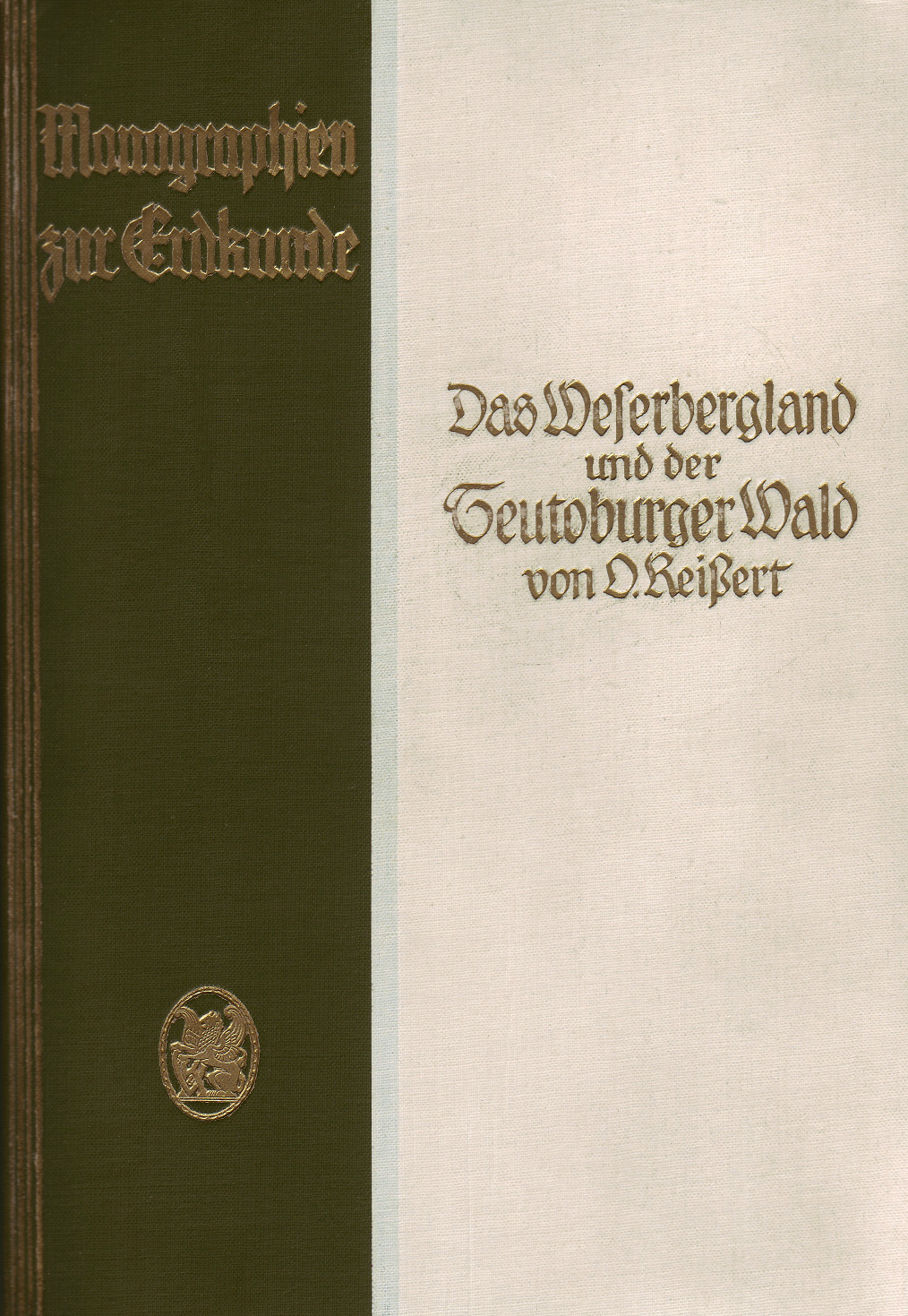
Einband eines 1925 veröffentlichten Buchs mit dem Verlagssignet unten links

Velhagen & Klasing war ein deutscher Buchverlag in Bielefeld und in Leipzig. 

## Geschichte
1833 eröffnete August Velhagen in Bielefeld eine Verlagsbuchhandlung. 1835 wurde sein Schulfreund August Klasing Teilhaber und gemeinsam gründeten sie den Verlag Velhagen & Klasing.
Das Hauptaugenmerk des Verlags lag zunächst auf theologischer Fachliteratur und populärer religiöser Belletristik. 1864 wurde eine Filiale in Leipzig gegründet, in der die Familienzeitschrift „Daheim“ erschien. Dieser Niederlassung wurde 1873 die Geographische Anstalt Velhagen & Klasing angegliedert. Verlagsschwerpunkte waren nun geografische Werke, Atlanten (u. a. Putzger historischer Weltatlas), illustrierte Monografien („Künstler-Monographien“, „Monographien zur Weltgeschichte“ u. a.), Zeitschriften, Geschichtswerke und Schulbücher. Seit 1886 erschienen die weit verbreiteten illustrierten „Velhagen & Klasings Monatshefte“. Seit 1882 besaß der Verlag auch die Stubenrauchsche Buchhandlung (mit Schulbuchverlag) in Berlin. Zu den Erfolgsautoren des 19. Jahrhunderts, die bei Velhagen & Klasing (beispielsweise in der Zeitschrift Daheim) veröffentlichten, gehörten Ottilie Wildermuth und Henriette Davidis.
In der Zeit des Nationalsozialismus verhielt der Verlag sich linientreu und verlegte z. B. den führenden antisemitischen Propagandisten Johann von Leers.
Der Verlag wurde 1954 vom Cornelsen Verlag übernommen. Die in der DDR befindlichen Unternehmensteile kamen zum VEB Tourist Verlag.
August Klasings Sohn Johannes Klasing gründete 1911 den Delius Klasing Verlag, der formal unabhängig war.

## Archiv
Der größte Teil des Firmenarchivs gelangte nach der Übernahme des Verlages durch Cornelsen in das Stadtarchiv Bielefeld (Bestand 201,40).

## Literatur

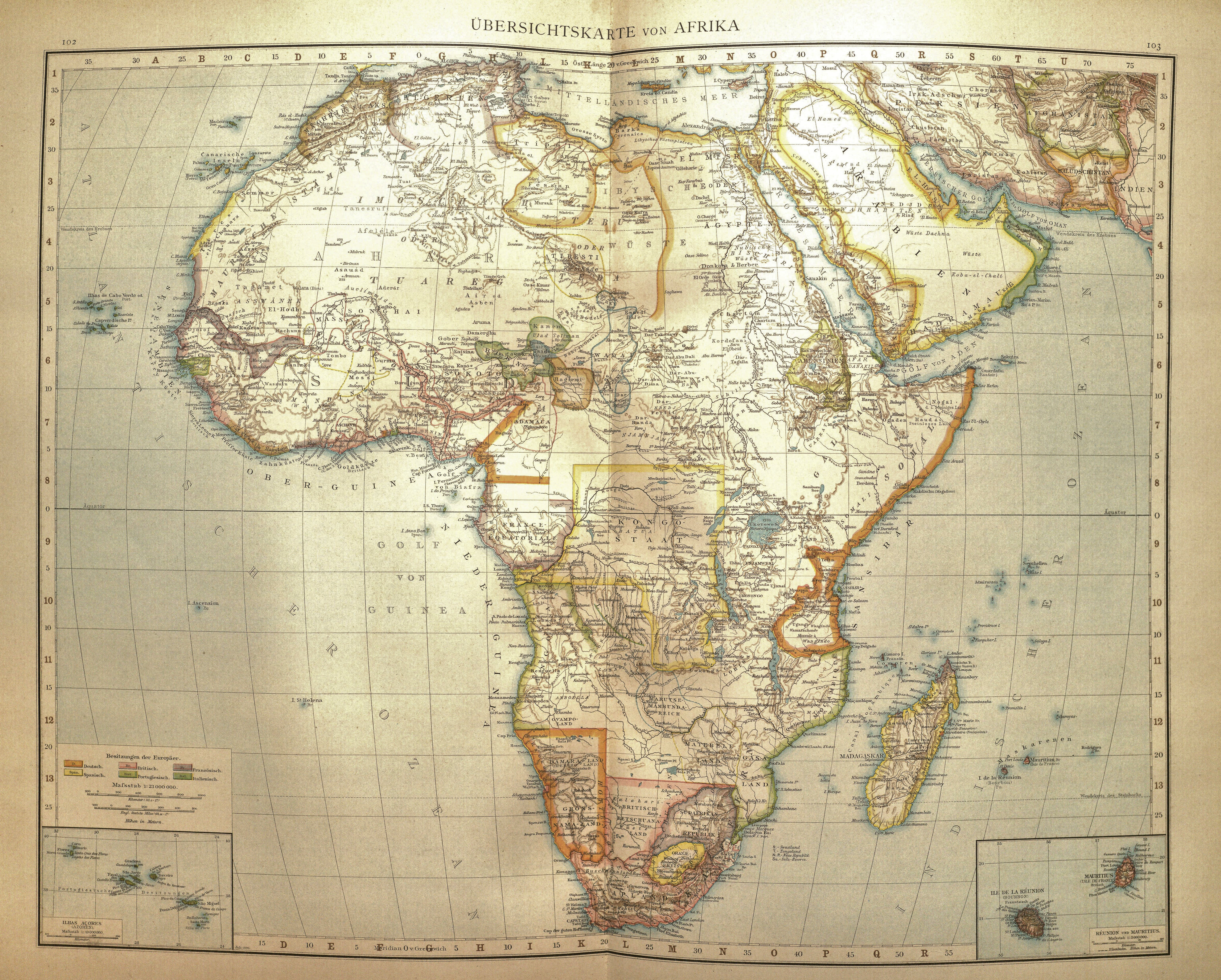
Übersichtskarte von Afrika, 1886 (von Andree's Allgemeiner Handatlas, 1887)